# FIA Formula Two Championship 2011
FIA Formula Two Championship 2011 är den tredje säsongen av FIA:s formelbilsmästerskap, FIA Formula Two Championship. Säsongen startade den 16 april på Silverstone Circuit, i Storbritannien, och kommer att avslutas 30 oktober på Circuit de Catalunya, i Spanien. Italienaren Mirko Bortolotti säkrade titeln efter det andra racet på Autodromo Nazionale Monza.

## Tävlingskalender
| Datum      | Bana                          | Pole Position       | Snabbaste varv      | Segrare             | Rapport |
| ---------- | ----------------------------- | ------------------- | ------------------- | ------------------- | ------- |
| 17 april   | Silverstone Circuit           | Mirko Bortolotti    | Mirko Bortolotti    | Mirko Bortolotti    | ■       |
| 18 april   | Silverstone Circuit           | Miki Monrás         | Miki Monrás         | Miki Monrás         | ■       |
| 14 maj     | Circuit de Nevers Magny-Cours | Alex Brundle        | Christopher Zanella | Christopher Zanella | ■       |
| 15 maj     | Circuit de Nevers Magny-Cours | Christopher Zanella | Miki Monrás         | Christopher Zanella | ■       |
| 25 juni    | Circuit de Spa-Francorchamps  | Ramón Piñeiro       | Ramón Piñeiro       | Will Bratt          | ■       |
| 26 juni    | Circuit de Spa-Francorchamps  | Will Bratt          | Tobias Hegewald     | Mirko Bortolotti    | ■       |
| 2 juli     | Nürburgring                   | Mirko Bortolotti    | Mirko Bortolotti    | Mirko Bortolotti    | ■       |
| 3 juli     | Nürburgring                   | Mirko Bortolotti    | Mirko Bortolotti    | Mirko Bortolotti    | ■       |
| 23 juli    | Brands Hatch                  | Tobias Hegewald     | Alex Brundle        | Alex Brundle        | ■       |
| 24 juli    | Brands Hatch                  | Mirko Bortolotti    | Ramón Piñeiro       | Ramón Piñeiro       | ■       |
| 27 augusti | Red Bull Ring                 | Ramón Piñeiro       | Mirko Bortolotti    | Ramón Piñeiro       | ■       |
| 28 augusti | Red Bull Ring                 | Christopher Zanella | Mirko Bortolotti    | Ramón Piñeiro       | ■       |
| 1 oktober  | Autodromo Nazionale Monza     | Mihai Marinescu     | Mihai Marinescu     | Mihai Marinescu     | ■       |
| 2 oktober  | Autodromo Nazionale Monza     | Mirko Bortolotti    | Mihai Marinescu     | Mirko Bortolotti    | ■       |
| 29 oktober | Circuit de Catalunya          |                     |                     |                     | ■       |
| 30 oktober | Circuit de Catalunya          |                     |                     |                     | ■       |

## Förare
| Nr | Förare               | Huvudsponsor(er)            | Tävlingshelger |
| -- | -------------------- | --------------------------- | -------------- |
| 2  | James Cole           | Comma                       | 1 -            |
| 3  | Armaan Ebrahim       | JK Racing                   | 1 - 6          |
| 4  | Mirko Bortolotti     | Bortolotti Construzioni     | 1 -            |
| 5  | Alex Brundle         | GAC Logistics               | 1 -            |
| 6  | Miki Monrás          | Paddock Boulevard           | 1 -            |
| 8  | Plamen Kralev        | M-tel                       | 1 -            |
| 9  | Mihai Marinescu      | Romania                     | 1 -            |
| 10 | Max Snegirev         | Klaxon                      | 1 -            |
| 11 | Jack Clarke          | APO/KSS Design              | 1 -            |
| 12 | Kelvin Snoeks        | HDI Gerling                 | 1 -            |
| 13 | José Luis Abadín     | Racing for Galicia          | 1 - 3, 5       |
| 14 | Jolyon Palmer        | PalmerSport                 | 4              |
| 15 | Ramón Piñeiro        | Next Limit                  | 1 -            |
| 16 | Mikkel Mac           | Raaco/BM Steel Construction | 1 -            |
| 17 | Will Bratt           | La Fosse Associates         | 1 - 4          |
| 18 | Tobias Hegewald      | CMG                         | 1 -            |
| 19 | Christopher Zanella  | STAR Group                  | 1 -            |
| 20 | Julian Theobald      | Color Chemie Group          | 1 - 4, 6 -     |
| 21 | Thiemo Storz         | Darsena Management          | 1 -            |
| 22 | Johannes Theobald    | Color Chemie Group          | 1 - 4, 6       |
| 23 | Jon Lancaster        | Silver Lining               | 2              |
| 24 | Tom Gladdis          | Silver Lining               | 1              |
| 25 | René Binder          | Gloryfy                     | 6              |
| 26 | Luciano Bacheta      | Interwetten                 | 6 -            |
| 28 | Benjamin Lariche     | Quick Sorel                 | 1 -            |
| 30 | Sung-Hak Mun         | Sung Kyun Kwan University   | 1 -            |
| 33 | Parthiva Sureshwaren | Lycamobile                  | 1, 3 -         |
| 42 | Jordan King          | Hugo Boss                   | 3 - 5          |
| 77 | Natalia Kowalska     | Better World GP             | 1 - 2          |
| 88 | Fabio Gamberini      | Lincx/Rodopark              | 4              |